# Koryčany
Koryčany (deutsch Koritschan, älter auch Kordschan) ist eine Stadt in der Region Zlínský kraj in Tschechien. Sie liegt zehn Kilometer nördlich von Kyjov (Gaya) und 25 Kilometer westlich von Uherské Hradiště (Ungarisch Hradisch) an den nordwestlichen Hängen des Marsgebirges.

## Geschichte

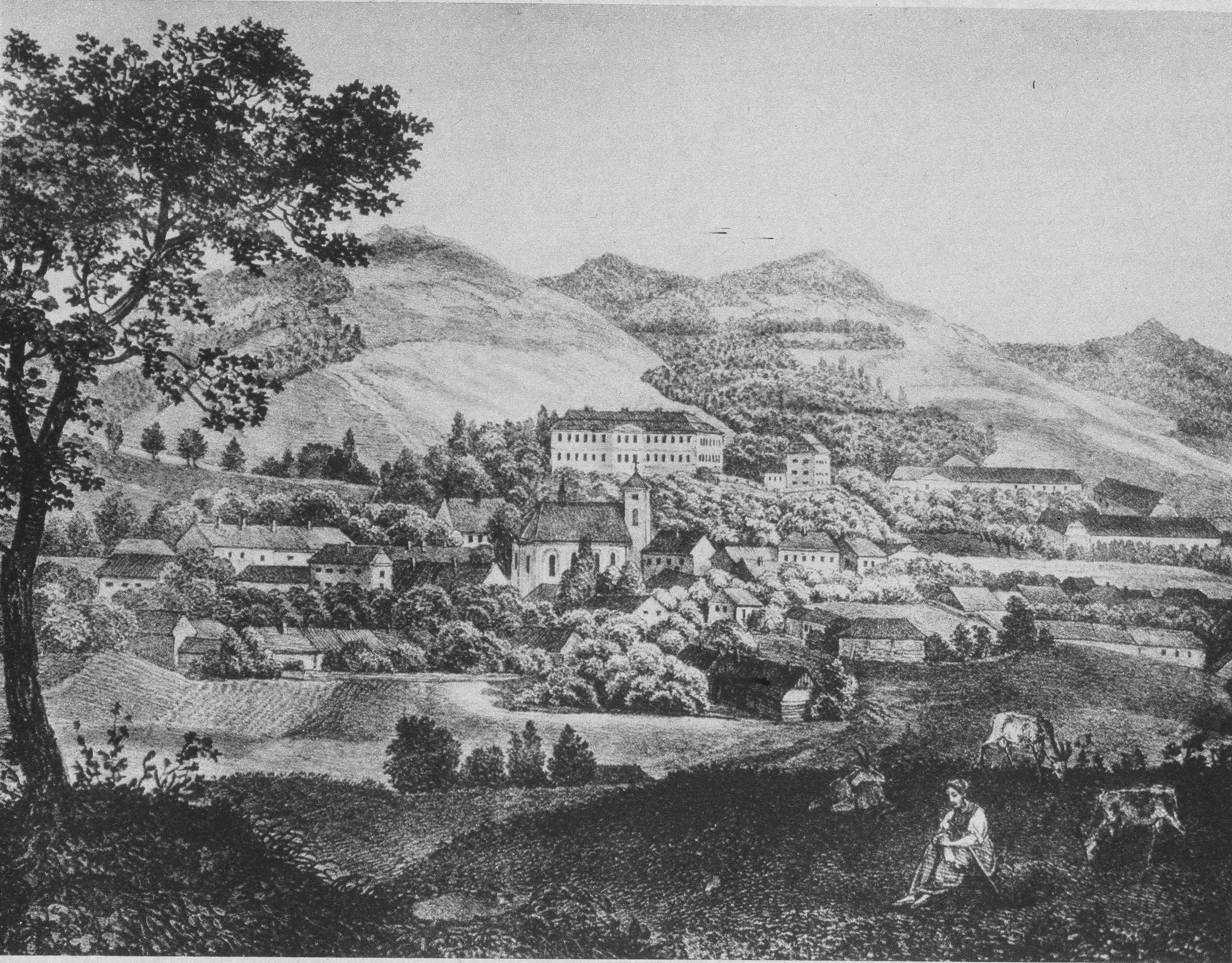
Franz Alexander Heber: Koryčany um 1848

Im Stadtgebiet fand man vereinzelte Funde aus der Steinzeit sowie einer Keltenbesiedlung.
Erstmals erwähnt wurde Koryčany 1321, allerdings stammen urkundliche Berichte über die nahe Burg aus dem Jahr 1131, so dass davon ausgegangen werden kann, dass es zu dieser Zeit am Ort bereits eine kleine Siedlung gab. 1349 erfolgte die Ernennung zur Stadt und ein Jahr später zum Pfarrort. Von 1358 bis 1611 gehörte die Stadt zum Einzugsgebiet der Herren von Cimburg. Bereits vor der Schlacht am Weißen Berg befand sich im Ort eine starke jüdische Gemeinde.
Im 14. Jahrhundert prägten die Herren von Cimburg die Entwicklung der Stadt. Bernhard von Cimburg, der mit Sabine von Koritschan verheiratet war, baute 1320 im Marsgebirge eine neue Burg, die Burg Cimburk. Auf ihn folgte Čeněk von Drahotuš, der die Burg renovieren ließ. In den Hussitenkriegen wechselten sich Wok/Vok V. von Holstein und der Raubritter Jaroslav von Lomnitz ab.
Nach häufig wechselnden Besitzern gelangte Koryčany während der Herrschaft des Königs Ladislaus Postumus an Wilhelm/Vilém von Víckov, der abermals die Burg umbaute und dem Ort einen Siegel verlieh.
Danach sind folgende Besitzer bekannt: Franz Gabriel Horecký von Horka ließ 1677 anstelle der Feste das heutige barocke Schloss erbauen. Nach ihm besaß Marie Regina Bertoletti von Bartenfeld die Herrschaft, nach ihr Anton Emmerich Horecký von Horka. Dessen Witwe verkaufte die Herrschaft 1742 an den kaiserlichen Hofrat Freiherr Karl Joseph von Gillern. 1763 erbte Freiherr Christian von Gillern die Herrschaft, dessen Nachkommen sie 1846 an Salomon Mayer Rothschild verkauften. Sie ging kurz danach an den Kaufmann Wilhelm Figdor und von diesem an seinen Schwiegersohn Hermann Christian Wittgenstein, der sie im Jahr 1863 an Graf Joseph von Trauttmansdorff-Weinsberg verkaufte. Hermann Wittgensteins Sohn Karl Wittgenstein (der Vater des Philosophen Ludwig Wittgenstein) kaufte die Herrschaft wieder zurück, und 1899 wurde sie von dessen Bruder Ludwig „Louis“ Wittgenstein übernommen.
In der Umgebung befand sich 1780 eine Glashütte, in der im 19. Jahrhundert geschliffenes Glas wie auch Gebrauchsglas hergestellt wurden. Die Fabrik wurde 1907 nach Gaya verlegt. 1856 eröffnete der Möbelfabrikant Michael Thonet eine Möbelfabrik.

## Sehenswürdigkeiten
- Schloss Koryčany, das sich am Platz der ehemaligen Feste befindet.
- Gotische Pfarr- und Wallfahrtskirche des hl. Laurentius mit wertvoller Ausstattung.
- Statue der Jungfrau Maria am Marktplatz bei der Kirche von Andreas Schweigel (1798)
- Skulpturgruppe aus der zweiten Hälfte des 18. Jahrhunderts; sie zeigt die Heiligen Johann von Nepomuk, Johannes Sarkander und Johannes Chrysostomos.
- Kapelle des heiligen Florian (1716)
- Jüdischer Friedhof und ehemalige Synagoge
- Ruine der Burg Cimburk

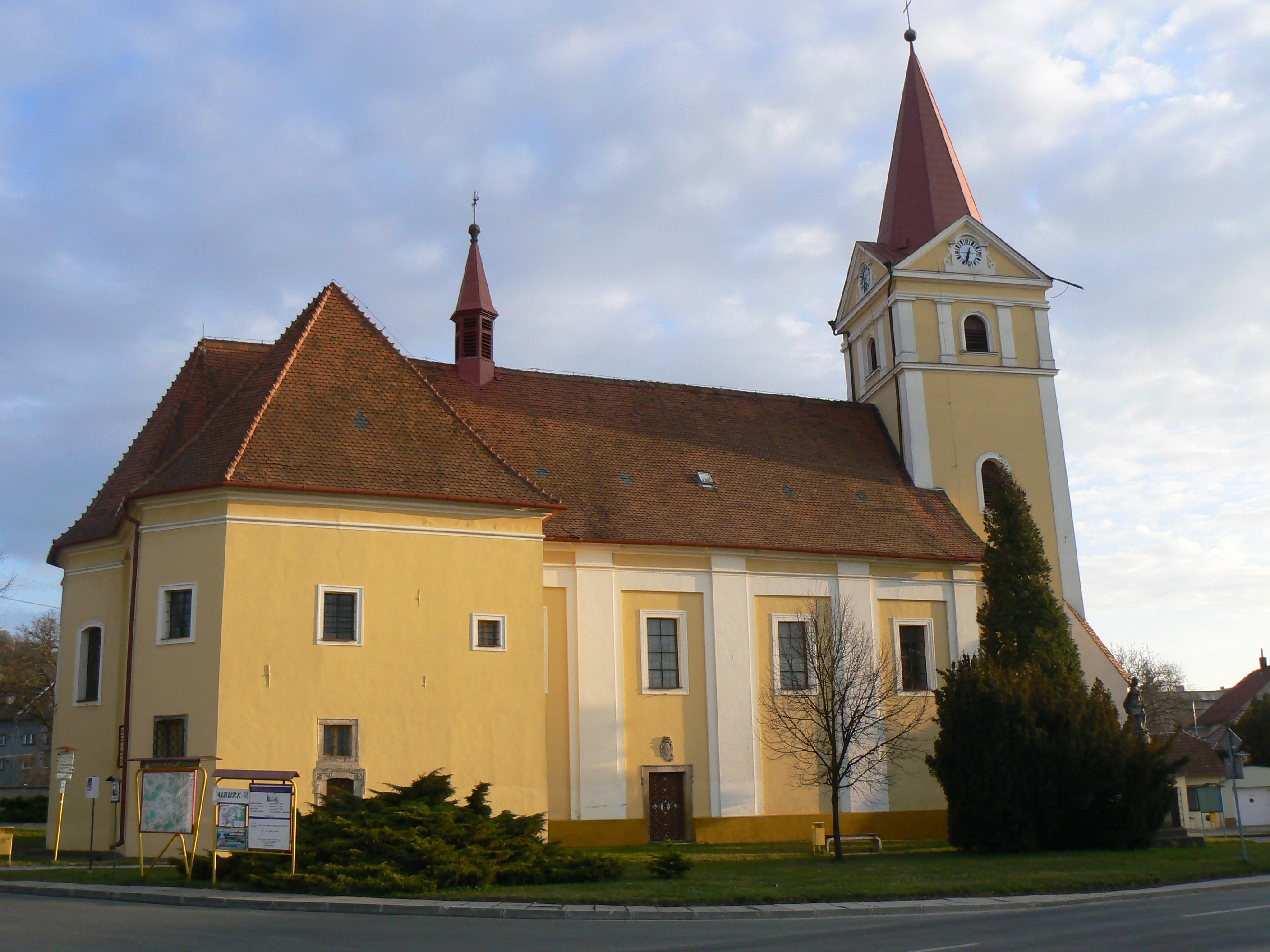
St.-Laurentius-Kirche
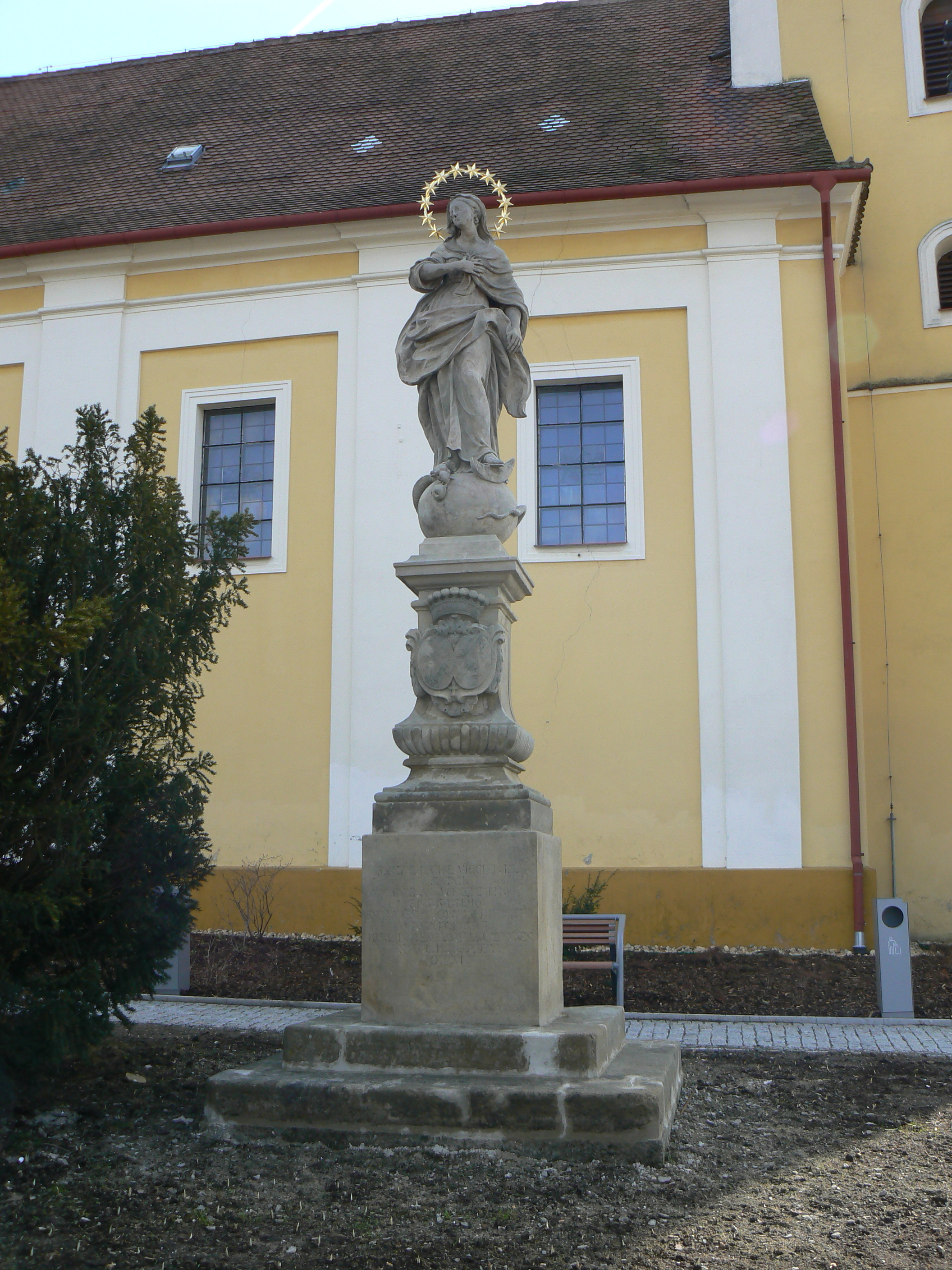
Mariensäule
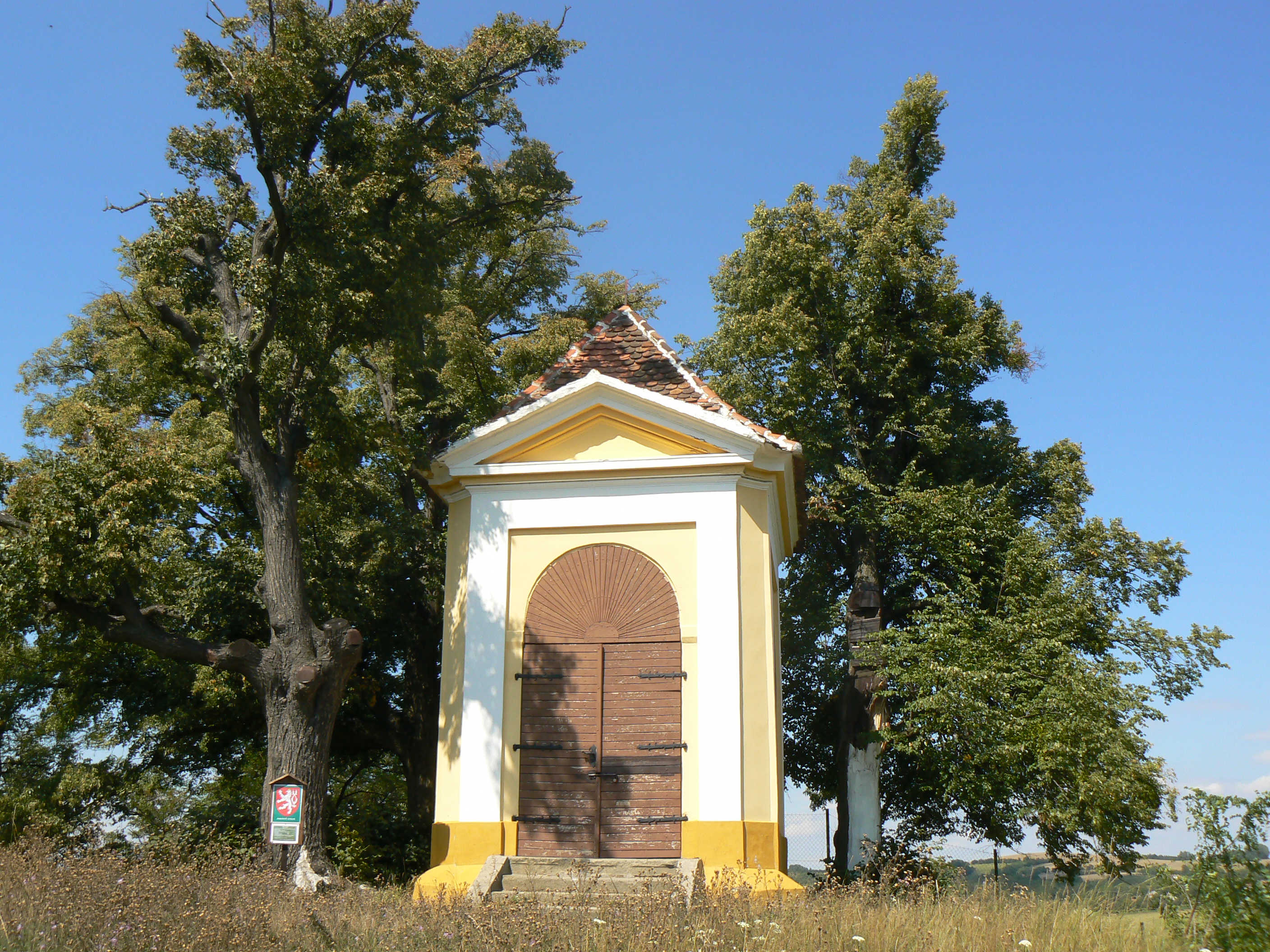
Kapelle des heiligen Florian
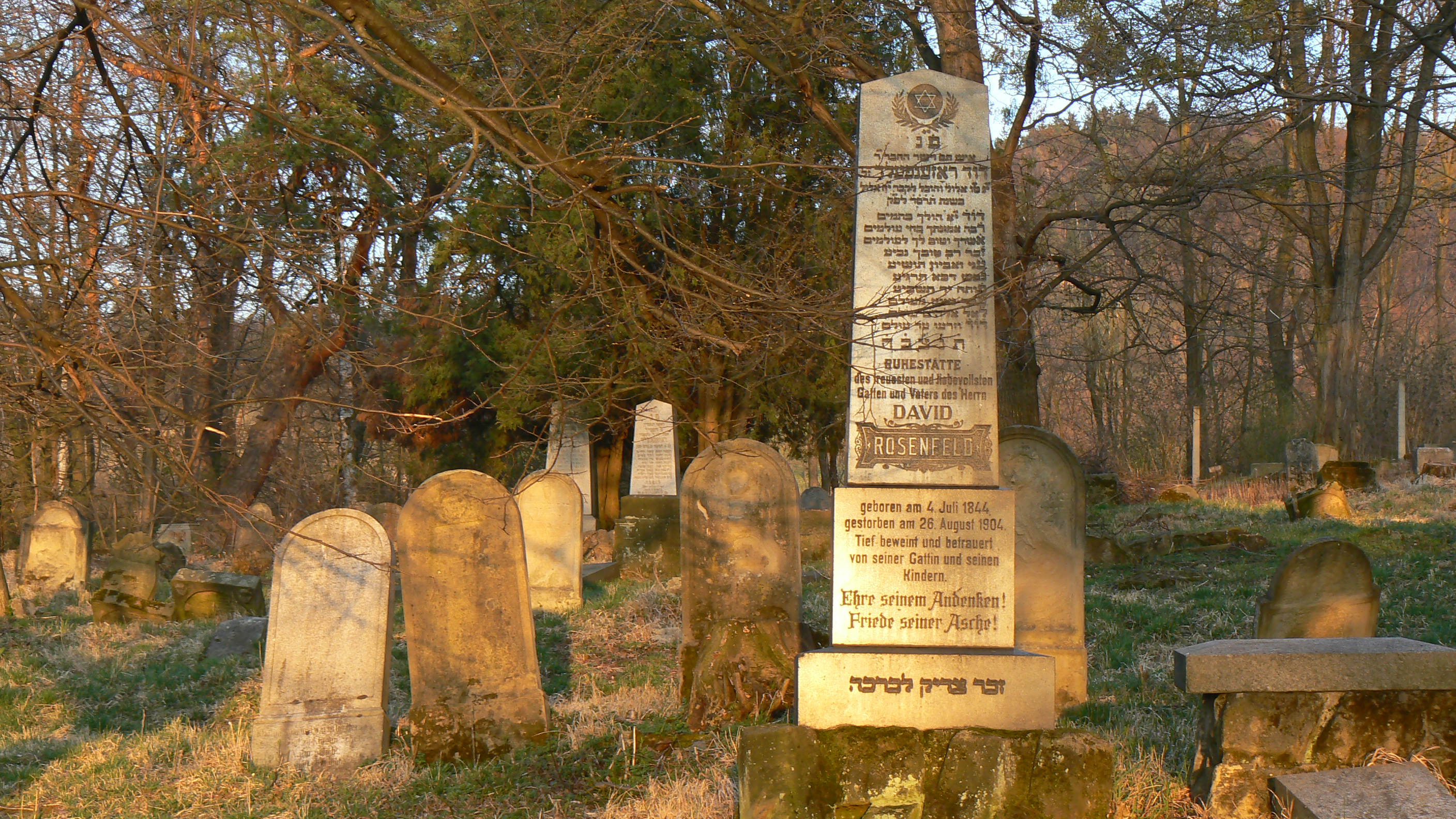
Jüdischer Friedhof
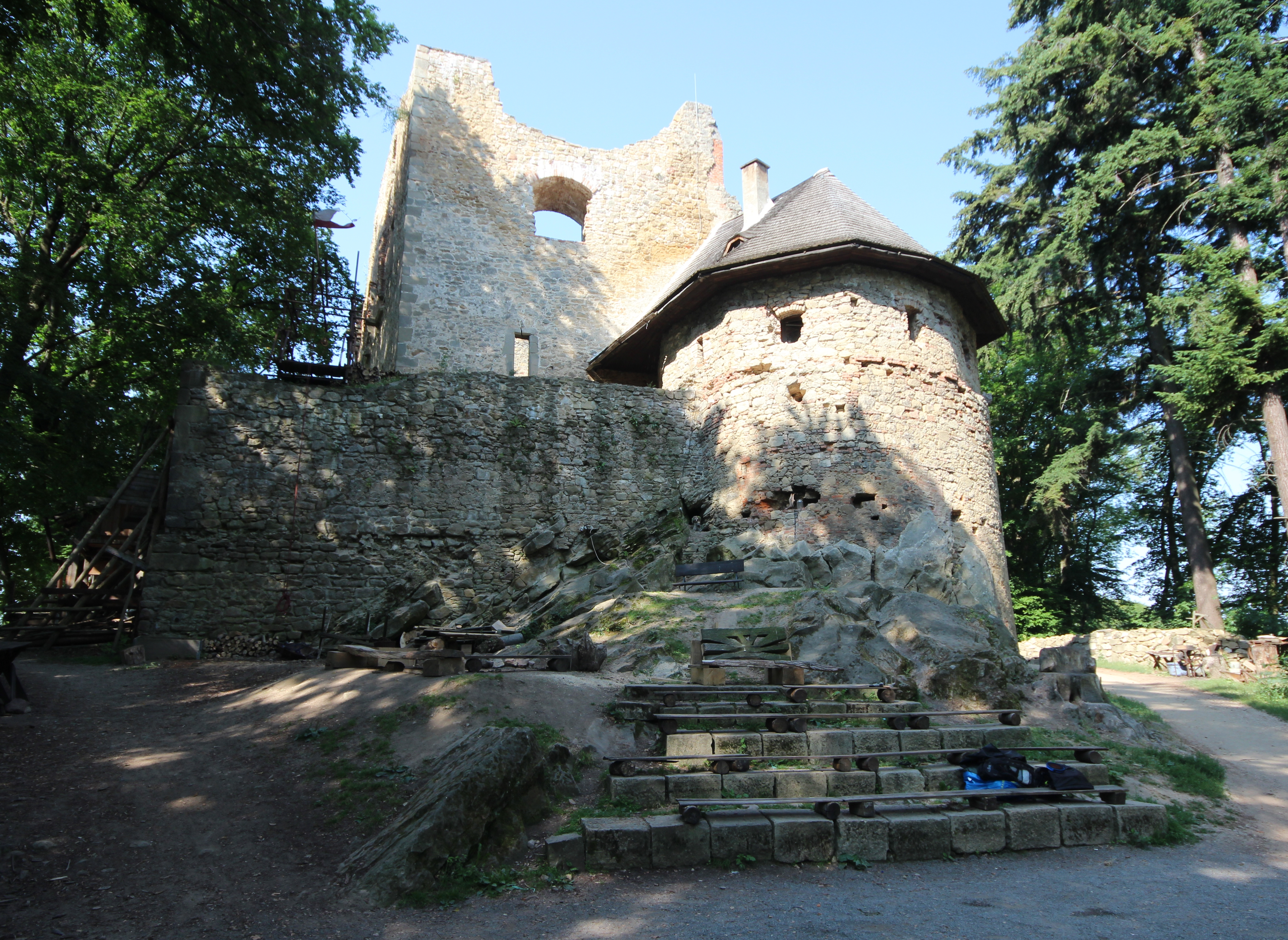
Burg Cimburk

## Ortsteile
- Blišice
- Lískovec
- Jestřabice

## Persönlichkeiten
- Sigmund Kolisch (1816–1886), Journalist
- Emil Reich (1864–1940), Literaturwissenschaftler, Kunstmäzen und Gründer von Volkshochschulen
- Rudolf Schwarzer (1879–1965), deutscher Politiker (BVP und CSU)
- Oskar Rosenfeld (1884–1944), Schriftsteller und Zionist
- Jindřich Halabala (1903–1978), Möbeldesigner